# Chibicon
Chibicon was een jaarlijkse Nederlandse animeconventie in Expo Houten te Houten.

## Geschiedenis
Chibicon werd voor het eerst georganiseerd in 2007 en groeide nadien van 625 bezoekers naar meer dan 1500 bezoekers. Chibicon was een eendaagse conventie, waar de twee andere grote Nederlandse animeconventies (AnimeCon en Abunai!) drie dagen duurden. Wegens interne omstandigheden werd in 2010 besloten dat er in 2011 geen vervolg meer zou komen.
Chibicon was onderdeel van de landelijke samenwerkingsgroep Anigenda.

### Edities
| Datum        | Locatie                           | Bezoekers |
| ------------ | --------------------------------- | --------- |
| 7 juli 2007  | Sportcentrum Galgenwaard, Utrecht | 625       |
| 5 juli 2008  | Sportcentrum Galgenwaard, Utrecht | 1000      |
| 13 juni 2009 | Expo Houten, Houten               | 1522      |
| 10 juli 2010 | Expo Houten, Houten               | 2000      |